# Сладковское
Сладковское — село в Слободо-Туринском районе Свердловской области России, административный центр Сладковского сельского поселения. 

## Географическое положение
Село Сладковское расположено в 18 километрах (по дорогам в 20 километрах) к северо-западу от села Туринская Слобода, на правом берегу реки Туры. В окрестностях села проходит автотрасса Туринская Слобода — Туринск.

## Свято-Духовская церковь
В 1864 году была построена деревянная трёхпрестольная церковь, которая была освящена в честь Сошествия Святого Духа. Правый придел был освящён в честь святого Николая, архиепископа Мирликийского, левый придел был освящен во имя мученицы царицы Александры. Церковь была закрыта в 1930 году.

## Население
| 2002 | 2010 | 2021 |
| ---- | ---- | ---- |
| 898  | ↘808 | ↘657 |